# Andrew Jameson McCulloch
Sir Andrew Jameson McCulloch, britanski general, * 14. julij 1876, † 19. april 1960.